# Эжанский национальный наслег
Эжанский национальный наслег — сельское поселение в Усть-Майском улусе Якутии Российской Федерации.
Административный центр — село Эжанцы.

## История
Статус и границы сельского поселения установлены Законом Республики Саха (Якутия) от 30 ноября 2004 года № 173-З № 353-III «Об установлении границ и о наделении статусом городского и сельского поселений муниципальных образований Республики Саха (Якутия)».
Национальный наслег Эжанцы является основателем всех коренных поселений Усть-Майского района. Так до Октябрьской революции сегодняшнее село Эжанцы называлось 1 Эжанцы. Нудинцы (Петропавловск) – 2 Эжанцы, Кюпцы – 3 Эжанцы. В этих местах и в настоящее время богатых дичью, дикими животными в доисторические времена изобиловали животными того периода – мамонтами, быками, носорогами и другими животными. Их скелеты повсюду, особенно на участке «Кэльбик».
Коренные жители – эвенки, издревле занимались охотой и рыбалкой. Считались лучшими охотниками Юго-востока Якутии.
В  наслеге 100 лет назад был добыт уссурийский тигр, который является лучшим экспонатом краеведческого музея г. Якутска.
С продвижением якутов на север местные жители научились заниматься скотоводством и коневодством. С приходом русских поселенцев занялись хлебопашеством. Население наслега в то время жили по отдельным участкам.
По архивным данным и рассказов на территории наслега содержалось до 1200 голов КРС, до 900 голов лошадей и 3000 голов оленей. Батраков практически не было, а были только наёмные рабочие.
В период гражданской войны под влиянием купцов все взрослое население участвовало население в повстанческих движениях, за что многие репрессированы и расстреляны. Советская власть, чтобы не запустить нового повстанческого движения, расселила население наслега, так в Кюпцы были переселены роды Ивановых, Андреевых, Апросимовых, Ефремовых.
В п. Петропавловск были переселены роды Кириллиных, Ивановых и др.
Становление Советской власти в наслеге считается - 1925 г. В этот год организованы колхозы имени «Карл Маркс», «Красный Маяк», ТОЗ «Шараборин» и другие.
В этот период был организован наслежный Совет, открылась начальная школа. Первыми председателями были:
Атласов Роман Алексеевич
Винокуров Егор Гаврильевич
Практически всё население было безграмотным, страдало многими болезнями, такими как туберкулёз, трахома, туляремия. В семьях выживал один ребёнок из трёх детей.
Очень большой вклад в развитие наслега Эжанцы внёс коммунист, учитель Алексей Фёдорович Бояров, именем которого названа центральная улица села Эжанцы. Благодаря его настойчивости была построена школа, заложен фундамент ФАП. Население училось выращиванию первых овощей у заведующего фактории Антона Топоркова, пашня которого сохранилась до сих пор.
В грозные годы войны население наслега внесло посильную лепту в копилку Победы. Как и все подписывались на государственный заём, проводили сбор тёплой одежды. Все жители наслега чтят память, принявших участие в ВОВ - 52 воинов, своих земляков, в том числе павших в боях за Родину 21 героев. В память о них установлен памятник в парке села.
В послевоенные годы многие жители стали стахановцами:
Винокуров Алексей Николаевич – охотник, депутат Верховного Совета
Атласова Мария Степановна – доярка,
Иванов Григорий Папич – пастух
За хорошую работу была участницей ВДНХ – Атласова Александра Дмитриевна.
Очень много сил отдали для развития колхоза «Карл Маркс»: Исаков Гаврил Еремеевич и Атласов Вячеслав Васильевич
При них было построено первое здание клуба, перенесено здание связи, ФАП.
С созданием 1962 г. совхоза «Усть-Майский» произошёл особенный подъём сельского хозяйства: сначала проводится племенная работа, организация парникового хозяйства. Пик развития сельского хозяйства в Эжанском отделении произошёл в 1978 году, где выходное поголовье составило:
- КРС – 575 голов
- лошадей – 420 голов
- Сдано картофеля - 600 тонн,
- капусты - 62 тонны, огурцов – 14 тонн,
- поймано ондатры – 7000 шт.
Тогда работали: управляющим – Атласов Николай Ананьевич, бригадиром животноводства – Атласова Варвара Дмитриевна, бригадиром коневодства – Миронов Май Папич, бригадиром растениеводства – Абрамов Григорий Петрович.
В разное время управляющим отделения работали Миронов Май Папич, Захаров Зосим Петрович, Винокуров Николай Николаевич, Сентизов Руслан Иванович, Миронов Емельян Папич. Эти руководители внесли свой особенный вклад в развитие наслега.
За большие заслуги в сельском хозяйстве в этот период избраны депутатами Верховного Совета ЯАССР доярки: Атласова Анна Михайловна и Фёдорова Надежда Ерликовна
В разные периоды руководили наслежным Советом авторитетные руководители. Особенную память о себе оставили председатели Советов: Атласова Василиса Васильевна, отличник народного просвещения СССР, при ней было построено здание детского сада.
В разные годы руководили сельским Советом председатели, которые внесли свой вклад в социально-экономическое развитие села:
Андреев Константин Андреевич
Винокуров Владимир Иннокентьевич
Атласов Николай Ананьевич
Атласов Николай Семёнович
Бачьев Василий Афанасьевич
Скрыбыкина Екатерина Егоровна
Винокуров Николай Николаевич
Жители наслега помнят и уважают своих орденоносцев:
- Скрыбыкин Афанасий Константинович учителя, кавалера ордена «Знак Почёта»
- Винокурову Марфу Егоровну овощевода, кавалера ордена «Трудового Красного Знамени»
- Аммосова Михаила Михайловича горняка, кавалера ордена «Трудового Красного Знамени»
Как и везде рынок внёс коррективы развития наслега. Упадок произошёл с созданием КРО «Эжанская» в 1990 г. поголовье КРС упало до 260 голов, лошадей до 30 голов. Продукция растениеводства оказалось невостребованным, руководство КРО приняло за основу производства - традиционную отрасль, охота и рыбалку как основное производство, что не дало ощутимых результатов.
Начиная с 2000 года, с большой помощью Администрации района, началось планомерное увеличение сельскохозяйственного производства. 2008 год национальный наслег закончил неплохим результатом. Выходное поголовье КРС – 317 голов, лошадей – 99 голов, свиней – 98 голов. Сдано по гос.закупу и прямым поставкам: молока – 100 тонн, произведено:
- картофеля и овощей – 168,5 тонн
- скота и птицы – 15 тонн
- продано поросят – 245 голов
Жители гордятся руководителями крестьянско-фермерских хозяйств:
- Атласова Екатерина Семёновна – отличник сельского хозяйства РС(Я) – базовое свиноводческое хозяйство «Улэ»
- Черноградский Юрий Михайлович – отличник сельского хозяйства РС(Я) – растениеводческое хозяйство «Дьулуур».
Большой урон нанесли наводнение 1998 г., 2002 г., смыло весь плодородный слой с пашен, размыло берег и дороги. И в 2002 году построена жизненно важная дамба стоимостью 1.8 млн руб. за счёт средств района, но снова была размыта в 2007 году.
Силами местного населения построен в 2000 г. спортивный зал. В 2003 году построен молокоцех по приёмке и переработке молока.
Особенным годом для наслега считается 2006 год. В этот год построена новая школа на 120 мест, построены новые модульные ДЭС и котельная, которые обеспечивают не только все социальные объекты, но и жилые дома. До начала 2009 года к центральному отоплению подключились 42 квартиры, практически вся улица А.Иванова и Победы. Закуп и монтаж цифровой АТС на сегодня присоединены 112 телефонных номеров. Большие надежды возлагаются на месторождения нефти и газа.
В наслеге сохранены все организации соцкультбыта.
Так успешно работают Детский сад «Кэнчээри» - заведующая Миронова Полина Иосифовна.
ФАП – заведующая отличник здравоохранения РС(Я) Атласова Наталья Георгиевна. Коллектив проводит работу по организации врачебной амбулатории.
СКЦ «Тирэх» - директор Бачьева Аайя Егоровна. При СКЦ «Тирэх» работают 8 клубных объединений по интересам. На базе СКЦ «Тирэх» вырос и успешно функционирует народно-творческий коллектив «Икээчик», которым руководит Бачьев Василий Афанасьевич и Колесов Николай Васильевич. Коллектив НТК «Икээчик» является победителем многих конкурсов. 10 лет коллектив СКЦ «Тирэх» проводит улусный конкурс песни молодых исполнителей.
Художественный руководитель Атласова Антонина Ананьевна является мастерицей народного творчества по бересте, бисеру и меху, обучает молодых женщин своему искусству.
В настоящее время в селе проживают 8 ветеранов тыла и 37 ветеранов труда. Ветераны передают свой богатый опыт молодому поколению, служат примером для подрастающего поколения.
Также жители гордятся именами воинов – участников боевых действий на Северном Кавказе. Ежегодно проводятся соревнования по национальным видам спорта, памяти кавалера ордена Мужества, павшего в Чеченской войне Александра Иванова.
В 2005 и 2007 годах проведены общенародные выборы. Главой муниципального образования сельское поселение «Эжанский национальный наслег» был избран Атласов Николай Ананьевич – действующий с 1992 года.
В настоящее время произведены все нормативные акты для полноценной работы администрации национального наслега. Успешно работают 7 избранных народных депутатов национального Совета.
Хорошо работают общественные движения.
Переизбраны новые составы женсовета – председателем избрана Винокурова Агафья Михайловна. Женсовет начал проводить очень большую работу по ЗОЖ, санитарной очистке села.
Совет молодёжи – лидер Винокурова Анастасия Алексеевна.
Обновляются планы работы с попечительским советом и Советом отцов.
Граница начинается от трёхземельного пункта сельских поселений «Эжанский национальный наслег», «Кюпский национальный наслег» и городского поселения

## Население
| 2002 | 2010 | 2011 | 2012 | 2013 | 2014 | 2015 |
| ---- | ---- | ---- | ---- | ---- | ---- | ---- |
| 382  | ↘360 | ↘357 | ↘348 | ↘345 | ↘330 | ↘327 |
| 2016 | 2017 | 2018 | 2019 | 2020 | 2021 |      |
| ↘317 | ↘311 | ↘309 | ↘295 | ↘289 | ↗305 |      |

## Руководство

### 2005-2012 гг. - Атласов Николай Ананьевич

#### Биография
Дата рождения: 01 сентября 1946 года
Адрес постоянного места жительства: с. Эжанцы Усть-Майского района ул. А.Иванова д. 31
Национальность: эвенк
Семейное положение: женат, родил и воспитал 5-х детей
Место работы, должность и стаж:   Глава Администрации МО «Эжанский национальный наслег» 18 лет
Стаж муниципальной (государственной) службы: 19 лет
Участие в общественной работе: член ДПО, ДНД, спонсор, меценат
Партийность: член партии «Единая Россия»
Почётные звания:
Грамота Совета Министров России, 1986 г.
Грамота Правительства Якутии районного Совета
Занесён в книгу Почёта работников сельского хозяйства, 1978 г.
Именные золотые часы от МСХ ЯАССР, 1978 г.
3 (три) юбилейных знака Президента РС (Я) «Гражданская доблесть»
Знак «1000 добрых дел», 2001 г.
Знак «370 лет воссоединения России и Якутии»

#### Трудовая деятельность
10.1970 – 03.1971 Рабочий совхоза «Усть-Майский»
09.1971 – 01.1974 Бригадир хозяйственной части совхоза «Усть-Майский»
01.1974 – 07.1975 Бригадир коневодства совхоза «Усть-Майский»
07.1975 – 10.1981 Управляющий отделения с.Эжанцы  совхоза «Усть-Майский»
10.1981 – 12.1983 Председатель сельского Совета с.Эжанцы
12.1983 – 03.1985 Штатный охотник Эжанской бригады
03.1985 – 02.1987 Управляющий Эжанского отделения совхоза «Усть-Майский»
02.1987 – 07.1991 Штатный охотник леспромхоза «Усть-Майский»
07.1991 – 02.1992 Кадровый охотник общины «Эжанская»
02.1992 – 10.2005 Глава территориальной администрации с.Эжанцы
10.2005 – 2012 Глава администрации МО «Эжанский национальный наслег»

### 2012-2017 гг. - Винокуров Николай Николаевич

#### Биография
Дата рождения: 12 октября 1955 года
Адрес постоянного места жительства: с. Эжанцы Усть-Майского района ул. Победы д. 4
Национальность: эвенк
Семейное положение: женат, родил и воспитал 3-х детей
Место работы, должность и стаж:   Глава Администрации МО «Эжанский национальный наслег» 10 месяцев
Стаж муниципальной (государственной) службы: 10 месяцев
Участие в общественной работе: член ДПО, ДНД, председатель охотобщества
Партийность: член партии «Единая Россия»
Почётные звания:
Почётная  Грамота Госсобрания «Ил Тумэн» РС (Я) 2010г.
Награждён медалью за заслуги в проведении Всероссийской переписи 2010г.
Благодарственное письмо

#### Трудовая деятельность
1972 – 1974        Рабочий Эжанского отделения совхоза «Усть-Майский»
1974 - 1976         Служба в рядах СА
1976 - 1978         Дизелистом н.Эжанцы
1978 -1982          работал киномехаником
1982 - 1984         тех. Работник Абагинской средней школы
1984 – 1985        бригадир полеводства
1985 - 1987         учётчик - заправщик
1987 - 1989         мастер строитель
1989 - 1991         управляющий отделения совхоза «Усть-Майский»
1991 - 1993         председатель сельского совета народных депутатов
1993 - 2006         глава общины «Эжанская»
2007 – 2012       землеустроитель администрации с.Эжанцы
2012 - 2017         Глава МО СП «Эжанский национальный наслег»

## Список знатных людей с.Эжанцы

### Ветераны ВОВ
1. Атласов Роман Алексеевич – кавалер Ордена Отечественной войны 2-й степени
2. Дьячковский Афанасий Прокопьевич – кавалер Ордена Отечественной войны 3-й степени
3. Исаков Савва Еремеевич – кавалер Ордена Отечественной войны 3-й степени
4. Миронов Дмитрий Иванович – кавалер Ордена Славы 3-й степени, медаль «За отвагу»

### Матери-героини
1. Абрамова Екатерина Харитоновна – 11 детей
2. Винокурова Пелагея Михайловна – 12 детей
3. Миронова Евдокия Михайловна – 11 детей

### Люди искусства
1. Апросимов Дмитрий Нестерович – эвенкийский поэт. Библиотекарь, учитель рисования
2. Егоров Андрей Илларионович – народный писатель. Учитель географии
3. Исаков Валентин Гаврильевич – народный тойуксут. Ведущий инженер «Росспочты»

### Орденоносцы
1. Аммосов Михаил Михайлович – Орден «Трудового Красного Знамени». Сантехник, дизелист
2. Винокурова Марфа Егоровна – Орден «Трудового Красного Знамени». Рабочая, огородница
3. Скрыбыкин Афанасий Константинович – Орден «Знак Почёта». Учитель истории, директор Эжанской средней школы

### Люди спорта
1. Винокурова Октябрина Алексеевна – мастер спорта РС(Якутия)
2. Атласов Николай Ананьевич – кандидат в мастера спорта ЯАССР
3. Атласов Николай Семёнович – кандидат в мастера спорта

### Учёные преподаватели
1. Атласов Ким Васильевич – учёный космофизик
2. Винокурова Надежда Алексеевна – декан физкультурного факультета ЯГУ. Преподаватель
3. Конников Еремей Дмитриевич – доктор экономических наук
4. Исаков Еремей Гаврильевич – преподаватель ИТФ ЯГУ, начальник студенческого городка
5. Апросимова Екатерина Петровна – учёный, доктор технических наук, декан ГГФ ЯГУ

### Заслуженные работники
1. Атласов Владислав Иннокентьевич – отличник милиции, заслуженный юрист, подполковник, следователь-особист МВД ЯАССР
2. Атласов Вячеслав Васильевич – заслуженный работник ЯАССР, учитель русского языка и литературы, директор совхоза «Усть-Майский», РИК, почётный гражданин Усть-Майского улуса
3. Алексеева Александра Ильинична – заслуженный работник здравоохранения РС(Якутия), ветеран здравоохранения, врач-инфекционист, почётный гражданин Усть-Майского улуса
4. Атласова Антонина Вячеславовна – заслуженный работник здравоохранения РС(Якутия)
5. Атласов Иван Михайлович – инженер-строитель Института «Якутгражданпроект», «Агропромстрой», «Алмазы Анабара», председатель ассоциации малочисленный народов Севера РС(Якутия), заслуженный строитель РФ
6. Бачьев Афанасий Афанасьевич

### Отличники
1. Атласова Василиса Васильевна – Отличник народного просвещения СССР, Отличник народного просвещения РСФСР
2. Атласова Наталья Георгиевна – Отличник здравоохранения РС(Якутия)
3. Атласов Николай Семёнович – отличник народного образования РС(Я)
4. Атласова Полина Прокопьевна – отличник народного образования РС(Я)
5. Атласова Екатерина Семёновна – отличник сельского хозяйства РС(Якутия)
6. Бачьева Ирина Ивановна – отличник народного образования РС(Якутия)
7. Бачьев Василий Афанасьевич – отличник народного образования РС(Якутия)
8. Винокуров Егор Егорович – отличник сельского хозяйства ЯАССР
9. Винокурова Ирина Макаровна – отличник народного образования РС(Якутия)
10. Винокурова Мария Семёновна – отличник народного образования РС(Якутия)
11. Винокурова Агафья Михайловна – отличник народного образования РС(Якутия)
12. Винокурова Октябрина Алексеевна – отличник народного образования РС(Якутия)
13. Шадрина Анна Николаевна – отличник народного образования РФ
14. Черноградский Юрий Михайлович – отличник сельского хозяйства РС(Якутия)

### Депутаты Верховного Совета ЯАССР
1. Атласова Мария Степановна – стахановец
2. Винокуров Алексей Иванович – стахановец
3. Иванов Григорий Папич – стахановец

1. Атласова Федосья Николаевна
2. Атласова Варвара Дмитриевна
3. Атласова Анна Михайловна
4. Борисова Надежда Ерликовна

### Делегаты съездов
1. Атласова Василиса Васильевна – делегат 1-го съезда интеллигенции Якутии
2. Атласов Николай Ананьевич – делегат 1 съезда глав МО РС(Якутия)

### Ветераны боевых действий
1. Бачьев Василий Васильевич – работник ЭСОШ
2. Умайский Филипп Владиленович – работник КФХ «Дьулуур»

### Почётные граждане
1. Атласов Николай Ананьевич – книга Почёта Министерства Сельского Хозяйства
2. Алексеева Александра Ильинична – книга Почёта Усть-Майского улуса
3. Атласов Роман Алексеевич – почётный гражданин Усть-Майского улуса
4. Атласова Зоя Васильевна – почётный гражданин Усть-Майского улуса
5. Варламова Тамара Егоровна – почётный гражданин Усть-Майского улуса
6. Прокопьева Варвара Гаврильевна – почётный гражданин Усть-Майского улуса
7. Атласов Владимир Никитич – почётный гражданин Усть-Майского улуса
8. Леонтьев Виктор Петрович почётный гражданин Усть-Майского улуса

## Школа
Эжанская средняя общеобразовательная школа была открыта в 1924 году.  Школа была открыта с целью обучения детей эвенков, проживающих на территории улуса.
Школа прошла путь развития вместе со страной: с 1924 года по 1939 год начальная школа.

### С 1940 по 1961 год  семилетняя школа с интернатом для детей  эвенков.
К 1937-1938 учебному году возникли условия для открытия семилетней школы. Школа была преобразована в семилетнюю с 1939-1940 учебного года.
Первым директором школы стал Иван Михайлович Сысолятин. Впоследствии Иван Михайлович долгие годы проработал заведующим районным отделом народного образования.
Первый выпуск с семилетним образованием произошёл при директоре Атласове Николае Владимировича в суровые годы войны. Было сделано 20 выпусков с семилетним образованием и выпущено 173 учащихся.
В годы Великой Отечественной войны в Эжанской школе работали учителя:
Атласов Николай Владимирович,
Попова Матрёна Фоминична,
Прокопьева Варвара Гаврильевна,
Адамова Пелагея Никифоровна,
Андреев Иван Давыдович,
Апросимов Ефрем Ильич,
Манчурина Мария Ариановна,
Нестеров Емельян Кириллович,
Седалищев Федот Никитич,
Сокольников Николай Дмитриевич,
Андреев Иван Давыдович и др.
Многие выпускники школы ушли защищать Родину от фашистских захватчиков и полегли на полях сражений. Вернулись с победой лишь немногие. Оставшиеся в тылу учителя и учащиеся самоотверженно трудились во имя победы, носили в фонд обороны свои трудовые сбережения, часть зарплаты, облигации займы, ценные вещи.
Все учащиеся вместе со взрослыми активно работали в сельском хозяйстве, Школа стала центром агитационной и культурно-массовой работы среди сельчан. Школа была единственной национальной школой в районе и поэтому был открыт интернат для детей из национальных наслегов района. В интернате проживали дети из Кюпцев, Петропавловска, Жудинцев, Усть-Юдомы, Аяйи и других отдалённых участков.
В послевоенные годы в школе добросовестно трудились учителя:
Андреева Татьяна Андреевна, которая проработала 27 лет,
Степанова Анастасия Никифоровна, Иванов Иннокентий Ильич,
Атласова Василиса Васильевна-"Отличник народного просвещения РСФСР",
Степанова Полина Никифоровна,
Донская Евгения Петровна,
Иванова Ирина Наумовна учила 11 лет,
Адамова Пелагея Никифоровна-10 лет,
Атласова Зоя Васильевна-18 лет,
Ягодин Виктор Прокопьевич - 15 лет,
Винокуров Владимир Иннокентьевич - около 30 лет,
Атласов Вячеслав Васильевич - 8 лет,
Исакова Евдокия Иннокентьевна - 8 лет,
Седалищев Федот Никитич - 18 лет,
Архипова Юлия Егоровна - 8 лет,
Дьячковская Мария Семёновна - 8 лет.

### С 1961 года по 1993 год  восьмилетняя школа.
В 1961 - 62 учебном году школа была реорганизована в восьмилетнюю школу.
Первым директором был назначен Ягодин Виктор Прокопьевич.
В этом же году в школе была создана комсомольская организация. До 1993 года с восьмилетним образованием было выпущено 385 выпускников.
За добросовестный и долголетний труд снискали уважение и почёт односельчан директора школы -
Винокуров Владимир Иннокентьевич,
Егоров Андрей Илларионович,
Скрыбыкин Афанасий Константинович - кавалер ордена "Знак Почёта".
Плодотворно проработали директорами Санников Василий Никитич - кандидат исторических наук, Жирков Николай Гаврильевич.
Своим долголетним добросовестным трудом заслужили уважение и авторитет техработники школы:
Винокуров Егор Егорович - завхоз школы,
Винокурова Зоя Афанасьевна - истопник,
Бачьева Зинаида Васильевна - повар,
Дьячковский Гаврил Гаврильевич - истопник,
Миронова Евдокия Михайловна - уборщица,
Винокурова Матрёна Константиновна - уборщица.

### С 1993 года  – средняя школа.
Курс на развитие сети средних общеобразовательных школ, принятый первым Президентом Республики Саха / Якутия Николаевым Михаилом Ефимовичем, способствовал открытию малокомплектных сельских средних школ.
В августе 1992 года Эжанская восьмилетняя школа была реорганизована в среднюю школу.
В 1992 - 1993 учебном году был открыт 10 класс, первый выпуск состоялся в 1993 - 1994 учебном году.
Директором средней школы был назначен Атласов Николай Семёнович, выпускник ЛГПИ им. Герцена. 
С 1999 года директором назначен Бачьев Василий Афанасьевич.
С апреля 2009 года директором назначена Пудова Майя Николаевна.
С 1 сентября 2011 г. директором назначена Афанасьева Мария Валентиновна.

## Состав сельского поселения
| № | Населённый пункт | Тип населённого пункта       | Население |
| - | ---------------- | ---------------------------- | --------- |
| 1 | Эжанцы           | село, административный центр | ↗305      |